# 2660 Wasserman
2660 Wasserman eller 1982 FG är en asteroid i huvudbältet som upptäcktes den 21 mars 1982 av den  amerikanske astronomen Edward L.G. Bowell vid Anderson Mesa Station. Den är uppkallad efter den amerikanske astronomen Lawrence Wasserman.
Asteroiden har en diameter på ungefär 9 kilometer och den tillhör asteroidgruppen Eunomia.